# Torneo Gobernador Luciano Molinas
El Torneo Gobernador Luciano Molinas (también conocido como Torneo Gobernador Molinas o Torneo Molinas) es la máxima competición futbolística de la ciudad de Rosario y por extensión de la provincia de Santa Fe (Argentina). Es un torneo reservado para los clubes afiliados a la Asociación Rosarina de Fútbol que militan en Primera División "A" y sus ganadores obtienen el derecho a participar en las instancias preliminares del Torneo argentino c organizado por la Asociación del Fútbol Argentino.
Instaurado como competición principal entre los clubes de Primera División "A" de la ARF desde su creación en el año 1931, es desde entonces y hasta la fecha de hoy el campeonato más importante de la ciudad, pudiendo referirse a él como la Primera División Rosarina, disputándose en forma anual.

## Historia
En el año 1931 el fútbol argentino sufre una gran transformación. Los futbolistas pasan del amateurismo al profesionalismo, y de esta manera comienzan a cobrar sueldos por su trabajo como futbolistas. Así, en Rosario se crea la nueva Asociación Rosarina de Fútbol que reuniría a la mayoría de los clubes que hasta el momento eran parte de la antigua Liga Rosarina de Fútbol; mientras en el país comenzarían a disputarse los primeros campeonatos profesionales de Argentina.

### Torneo Gobernador Molinas
El campeonato de primera división recibiría el nombre de Torneo Gobernador Luciano Molinas, en honor al por entonces Gobernador de la provincia de Santa Fe, Luciano Molinas, y reemplazaría a la Copa Nicasio Vila. Simultáneamente, la Copa Santiago Pinasco continuaría siendo el campeonato de segunda división.
En 1939 Newell's Old Boys y Rosario Central solicitarían su incorporación a los torneos nacionales de la Argentina a la Asociación del Fútbol Argentino. La AFA decide otorgarles el permiso, mediante el cual lograrían formar parte de sus campeonatos a partir de ese año. Algo similar ocurriría años más tarde con Central Córdoba y Argentino de Rosario.
Por lo tanto los mencionados cuatro equipos disputan los campeonatos organizados por la Asociación Rosarina (su liga de origen) presentando equipos alternativos conformados por futbolistas amateur. Distinto es el caso de Club Atlético Tiro Federal Argentino, que tras haber logrado repetidos ascensos en los Torneos del Interior, milita hoy día en Torneo Argentino A, por lo cual también disputa el campeonato local de la ARF con un equipo alternativo.

## Campeones

### Campeones por año
| Temporada | Campeón                                                                                            |
| --------- | -------------------------------------------------------------------------------------------------- |
| 1931      | Newell's Old Boys                                                                                  |
| 1932      | Central Córdoba                                                                                    |
| 1933      | Newell's Old Boys                                                                                  |
| 1934      | Newell's Old Boys                                                                                  |
| 1935      | Newell's Old Boys                                                                                  |
| 1936      | Central Córdoba                                                                                    |
| 1937      | Rosario Central                                                                                    |
| 1938      | Rosario Central                                                                                    |
| 1939      | Central Córdoba                                                                                    |
| 1940      | Rosario Central                                                                                    |
| 1941      | Newell's Old Boys                                                                                  |
| 1942      | Rosario Central                                                                                    |
| 1943      | Rosario Central                                                                                    |
| 1944      | Argentino de Rosario                                                                               |
| 1945      | Newell's Old Boys                                                                                  |
| 1946      | Newell's Old Boys                                                                                  |
| 1947      | Central Córdoba                                                                                    |
| 1948      | Argentino de Rosario                                                                               |
| 1949      | Rosario Central                                                                                    |
| 1950      | Newell's Old Boys                                                                                  |
| 1951      | Rosario Central                                                                                    |
| 1952      | Talleres                                                                                           |
| 1953      | Talleres                                                                                           |
| 1954      | Central Córdoba                                                                                    |
| 1955      | Central Córdoba                                                                                    |
| 1956      | Talleres                                                                                           |
| 1957      | Central Córdoba                                                                                    |
| 1958      | Newell's Old Boys                                                                                  |
| 1959      | Rosario Central                                                                                    |
| 1960      | Sportivo Fútbol Club (Álvarez)                                                                     |
| 1961      | Rosario Central                                                                                    |
| 1962      | Rosario Central                                                                                    |
| 1963      | Rosario Central                                                                                    |
| 1964      | Talleres Rosario Puerto Belgrano                                                                   |
| 1965      | Newell's Old Boys                                                                                  |
| 1966      | Newell's Old Boys                                                                                  |
| 1967      | Central Córdoba                                                                                    |
| 1968      | Rosario Central                                                                                    |
| 1969      | Rosario Central                                                                                    |
| 1970      | Newell's Old Boys                                                                                  |
| 1971      | Rosario Central                                                                                    |
| 1972      | Newell's Old Boys                                                                                  |
| 1973      | Rosario Central                                                                                    |
| 1974      | Rosario Central                                                                                    |
| 1975      | Rosario Central                                                                                    |
| 1976      | Newell's Old Boys                                                                                  |
| 1977      | Newell's Old Boys                                                                                  |
| 1978      | Renato Cesarini                                                                                    |
| 1979      | Rosario Central                                                                                    |
| 1980      | Newell's Old Boys                                                                                  |
| 1981      | Newell's Old Boys                                                                                  |
| 1982      | Rosario Central                                                                                    |
| 1983      | Newell's Old Boys                                                                                  |
| 1984      | Newell's Old Boys                                                                                  |
| 1985      | Newell's Old Boys                                                                                  |
| 1986      | Newell's Old Boys                                                                                  |
| 1987      | Rosario Central                                                                                    |
| 1988      | Rosario Central                                                                                    |
| 1989      | Central Córdoba                                                                                    |
| 1990      | Rosario Central                                                                                    |
| 1991      | Newell's Old Boys                                                                                  |
| 1992      | Newell's Old Boys                                                                                  |
| 1993      | Newell's Old Boys                                                                                  |
| 1994      | Frigorífico Paladini                                                                               |
| 1995      | Renato Cesarini                                                                                    |
| 1996      | Newell's Old Boys                                                                                  |
| 1997      | Rosario Central                                                                                    |
| 1998      | Tiro Federal                                                                                       |
| 1999      | Tiro Federal                                                                                       |
| 2000      | Tiro Federal                                                                                       |
| 2001      | Tiro Federal                                                                                       |
| 2002      | P.C.C. San José                                                                                    |
| 2003      | Rosario Central                                                                                    |
| 2004      | Renato Cesarini                                                                                    |
| 2005      | Rosario Central                                                                                    |
| 2006      | Coronel Aguirre                                                                                    |
| 2007      | Club Ateneo Pablo VI                                                                               |
| 2008      | Sagrado Corazón                                                                                    |
| 2009      | Coronel Aguirre                                                                                    |
| 2010      | Rosario Central                                                                                    |
| 2011      | Rosario Central                                                                                    |
| 2012      | Newell's Old Boys                                                                                  |
| 2013      | Club Ateneo Pablo VI                                                                               |
| 2014      | Club Ateneo Pablo VI                                                                               |
| 2015      | Newell's Old Boys                                                                                  |
| 2016      | Newell's Old Boys                                                                                  |
| 2017      | Club Atlético Unión Y Sociedad Italiana (Álvarez)                                                  |
| 2018      | Club Atlético Coronel Aguirre                                                                      |
| 2019      | Central Córdoba                                                                                    |
| 2021      | Newell's Old Boys                                                                                  |
| 2022      | Torneo declarado desierto luego de incidentes sucedidos en el clásico rosarino de octubre de 2022. |
| 2023      | Club Atlético Coronel Aguirre                                                                      |

### Campeonatos por equipos
| Equipo                                  | Campeón |
| --------------------------------------- | ------- |
| Newell's Old Boys                       | 29      |
| Rosario Central                         | 27      |
| Central Córdoba                         | 10      |
| Tiro Federal                            | 4       |
| Talleres Rosario Puerto Belgrano        | 4       |
| Coronel Aguirre                         | 4       |
| Renato Cesarini                         | 3       |
| Pablo VI                                | 3       |
| Argentino de Rosario                    | 2       |
| Sportivo Fútbol Club de Álvarez         | 1       |
| Frigorífico Paladini                    | 1       |
| P.C.C. San José                         | 1       |
| Sagrado Corazón                         | 1       |
| Club Atlético Union y Sociedad Italiana | 1       |